# Convention de Vienne sur la circulation routière

États signataires de la convention de Vienne sur la circulation routière :
Signé et ratifié
Adhésion ou succession
Seulement signé
Non signé et non ratifié

La convention de Vienne sur la circulation routière est un traité multilatéral conçu pour faciliter la circulation routière internationale et pour améliorer la sécurité routière en harmonisant la réglementation routière entre les parties contractantes. Cette convention a été admise lors de la Conférence sur la circulation routière du Conseil économique et social des Nations unies (le 7 octobre 1968 - 8 novembre 1968) et conclue à Vienne le 8 novembre 1968. Elle est entrée en vigueur le 21 mai 1977. La même conférence a aussi entraîné la création de la convention de Vienne sur la signalisation routière.

## Véhicules transfrontaliers
Cette convention contraint la législation et la réglementation routière que chaque État doit avoir. Par exemple, le sens de la circulation doit être le même sur toutes les routes d’un État.
Cette convention traite notamment les « règles applicables à la circulation routière » (chapitre 2), les « conditions à remplir par les automobiles et les remorques pour être admises en circulation internationale » (chapitre 3), la notion de permis de conduire (chapitre 4), les conditions à remplir par les cycles et les cyclomoteurs pour être admis en circulation internationale (chapitre 5).
Elle est composée de 56 articles.
L'un des bénéfices de cette convention est la facilité offerte aux automobilistes par l'engagement des pays signataires de reconnaître le droit de leur véhicule à circuler, avec des exigences communes pour le voyage à l'étranger comme l'affichage du pays d'origine.

## Véhicule autonome
La convention permet aux États d'autoriser la conduite autonome par un amendement introduisant l'article 34-bis entrant en vigueur au 14 juillet 2022,.

## Autres traités
Une autre convention sur la circulation routière est signée à Genève en septembre 1949.
En 2020, la CEE-ONU liste les pays membres de ces deux conventions sur la circulation routière. La plupart de pays sont membres de l'une ou l'autre ou des deux conventions. Les pays listés qui ne sont membres d'aucune de ces deux conventions sont : l'Afghanistan, Andorre, Antigua et Barbuda, le Burundi, le Cameroun, El Salvador, les Îles Salomon, Maurice, le Népal, le Panama, la république unie de Tanzanie, le Soudan, le Tchad, et les Tonga.